# The God of glory thundereth
The God of glory thundereth is een compositie van Alan Hovhaness.
Het is een toonzetting van de teksten uit psalm 27 en psalm 117. Hovhaness leende voor zijn stukken teksten uit allerlei christelijke religies. Het ging hem daarbij niet om het geloof, maar de spiritualiteit.
The God of glory thunderth is geschreven voor solist, die als een soort cantor dient en gemengd koor
- solo sopraan of solo tenor
- koor SATB: eenstemmig sopranen, eenstemmig alten, eenstemmig tenoren en eenstemmig baritons
- kerkorgel of piano

Hovhaness schreef dit werk in 1935 en reviseerde (waarschijnlijk toevoeging orgel/pianopartij) het in 1960. 